# Reinswald

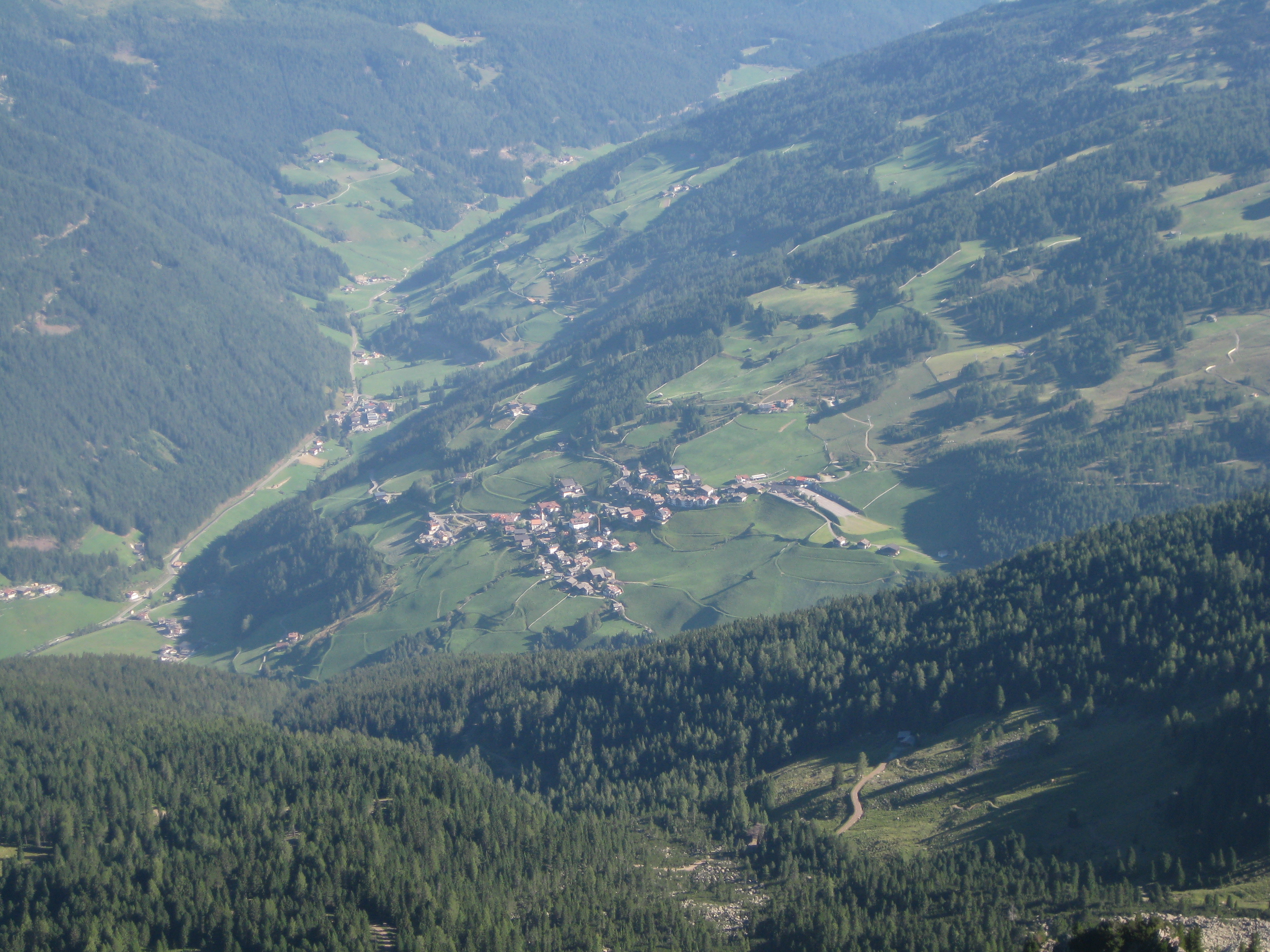
Blick auf Reinswald vom Villanderer Berg

Reinswald (italienisch San Martino in Sarentino) ist ein etwa 1500 m s.l.m. hoch gelegenes Dorf im Durnholzer Tal, einem Hochtal in den Sarntaler Alpen in Südtirol (Italien). Es gehört zur Gemeinde Sarntal und hat circa 600 Einwohner.
Die an der Ostflanke des mittleren Talabschnitts gelegene Bergsiedlung wird im Jahr 1177 erstmals urkundlich erwähnt, als „Rineswalt“ in einem päpstlichen Privileg für das Augustinerchorherrenstift Neustift bei Brixen, das hier begütert war. Der Name, ein Patronymikon, bedeutet ‚Wald eines gewissen Rein(hart)‘ und ist wohl nach der als Koseform gebrauchten Verkleinerung des Namens Reginhart gebildet.
Die Pfarrkirche von Reinswald ist dem Heiligen Martin von Tours geweiht (daraus wurde im frühen 20. Jahrhundert der italienische Name abgeleitet). In Reinswald gibt es eine Grundschule für die deutsche Sprachgruppe.
Das Skigebiet Reinswald hat insgesamt 14 km Pisten bis in 2460 m Seehöhe und ist Mitglied in der Ortler Skiarena. Es bestehen eine Kabinenumlaufbahn, ein Sessellift und zwei Schlepplifte. Es finden regelmäßig Skirennen des FIS European Cups statt.
Mit der Gondelbahn erreicht man auch den Start der 4,5 km langen Rodelbahn. Im Sommer ist Reinswald auch unter Wanderern beliebt. 